# Мацкин, Яков Михайлович
Яков Михайлович Ма́цкин (1908 —  1981) — советский конструктор судостроения.

## Биография
Родился в 14 (27 октября) 1908 года в Риге (ныне Латвия) в семье рабочего-наборщика Мовши-Бера Файвишевича Мацкина (из Видз) и Асны Израилевны Зеликман. Трудовую деятельность начал в Ленинграде в 1926 году после окончания школы. В 1926—1930 годах работал токарем на ленинградских заводах.
В 1930 году в счёт «профтысячи» был направлен на учёбу в ЛПИ, закончил его в 1935 году, получив диплом инженера-механика. 
С 1934 года до конца жизни непрерывно работал в судостроительной промышленности. Член ВКП(б) с 1929 года. В 1934—1937 годах прошёл путь от рядового конструктора Балтийского завода до начальника одного из ведущих центральных конструкторских бюро – ЦКБ-4.
В начальный период блокады Ленинграда до ноября 1941 года, находясь в Ленинграде в качестве заместителя начальника 5-го Главного управления, входил в состав оперативной группы Наркомата судостроительной промышленности по организации работы судостроительных предприятий для нужд фронта, а затем в период Отечественной войны и послевоенные годы с конца 1941 по 1950 года, назначен постановлением СНК СССР членом Коллегии Наркомата (министерства) судостроительной промышленности СССР, последовательно возглавлял работу ряда главных управлений. Последние годы жизни руководил механической специализацией ЦКБ ПС «Морпромсуд».
Как один из ведущих специалистов отечественного судостроения своего времени, Яков Михайлович Мацкин руководил крупным комплексом судостроительных предприятий, является инициатором и непосредственным участником в создании новейших образцов техники и новых типов кораблей и судов:
1. В 1934—1937 гогдах в качестве конструктора принимал участие в разработке серии мощных ледоколов типа «И. Сталин»
2. В 1937 году в качестве начальника котельного сектора был инициатором внедрения в отечественное судостроение и непосредственным разработчиком первых судовых экранированных паровых котлов большой мощности на повышенных параметрах пара, получивших впоследствии широкое распространение на кораблях. Руководил проектно-конструкторскими работами по модернизации линкоров типа «Севастополь» (в советское время именовавшихся «Марат» и «Октябрьская революция» в части замены на них котельного оборудования, а также принимал активное участие в проектировании и обеспечении строительства ледоколов типа «И.В. Сталин»
3. В 1938 — 1941 годах осуществлял непосредственное руководство центральным конструкторским бюро №4, которое вело разработку первых отечественных тяжелых кораблей – проекта 23 типа «Советский Союз», выполнены рабочие чертежи в обеспечение развернутой постройки линкоров на трех заводах: в Ленинграде, Николаеве и Молотовске
4. В 1941 году получил назначение Начальником Главного управления Наркомсудпрома СССР, объединяющего судостроительные предприятия в бассейне реки Волги, на больших сибирских реках и на Амуре. Приложил много сил и энергии к организации крупных судостроительных предприятий, перебазированных из временно оккупированных городов Николаева, Севастополя и частично из блокированного Ленинграда, на заводы, входившие в состав этого Главного управления
5. В 1943—1944 годах под непосредственным руководством и при его прямом личном участии на одном из заводов Главного управления (на ст. Сосновка) впервые в отечественном судостроении была организована поточно-позиционная линия строительства морских охотников за подводными лодками, положившая начало этому важному принципу в судостроении.
6. В октябре 1944 года был введен в состав Коллегии Наркомата и назначен начальником вновь созданного Третьего главного управления для руководства всеми судостроительными заводами Европейской части СССР
7. В 1947 — 1950 годах руководил 7-м, вновь организованным, судоремонтным Главным управлением.
8. В 1950 году вернулся в Ленинград к конструкторской деятельности, получил назначение в ЦКБ-32 заместителем главного конструктора рыбопромысловых судов
9. Со дня организации ЦКБ ПС «Морпромсуд» (ЦКБ-14) и до конца трудовой деятельности являлся главным конструктором механической специализации. В этот период он осуществлял руководство и принимал непосредственное личное участие в разработке и создании главных машинных и энергетических установок ряда судов:

- Крупнейших в мире китобойных баз «Советская Россия» и «Советская Украина»
- Серии плывучих крабо-, рыбоконсервных заводов типа «Андрей Захаров»
- Рыболовной базы «Восток»
- Ряда траулеров и других проектов.

Скончался 17 февраля 1981 года от сердечного приступа.

## Награды и премии
- Сталинская премия I степени (10 апреля 1942) — за разработку проектов боевых короблей
- два ордена Трудового Красного Знамени (1944; 1957)
- орден Отечественной войны I степени (1945)
- орден «Знак Почёта» (1938)
- медали